# Ilie Damașcan
Ilie Damașcan (n. 12 octombrie 1995, Soroca, raionul Soroca, Republica Moldova) este un fotbalist moldovean, care joacă pe post de atacant la Sfântul Gheorghe în Super Liga.
Fratele său, Vitalie, este de asemenea fotbalist.